# تامارا تورلاچوا
تامارا تورلاچوا (به انگلیسی: Tamara Turlacheva) ژیمناست زادهٔ ۷ سپتامبر ۱۹۹۳ میلادی اهل کشور روسیه است.